# Paul Mascarene
Paul Mascarene, né Jean-Paul Mascarene en 1684 à Castres dans le Languedoc et mort le 22 janvier 1760 à Boston, est un réfugié huguenot français qui devint lieutenant-gouverneur de la Nouvelle-Écosse de 1740 à 1749.

## Biographie
Lors de la révocation de l'édit de Nantes, la famille Mascarene part se réfugier à Genève. Il étudiera dans cette ville suisse.
Vers 1706, il émigre en Angleterre où il devient enseigne du régiment de fantassins français. Il est nommé lieutenant en poste à Portsmouth en 1708.
Le gouverneur de la Nouvelle-Écosse, Samuel Vetch, s'intéresse à lui en raison de sa langue maternelle le français, pour l'aider dans sa tâche d'administrer la population acadienne francophone de la Nouvelle-Écosse.
En 1711, Mascarene est en poste à Boston dans le Massachusetts, où il se marie avec Elizabeth Perry.
En 1714, il arrive sur la partie de l'Acadie sous contrôle britannique. Il ordonna aux soldats anglais d'être courtois avec les Acadiens lors de la collecte d'un impôt qui s'éleva à 6 000 livres provenant des habitants acadiens. Samuel Vetch nomma un comité afin  de régler le mécontentement des Acadiens. 
Au cours des cinq années suivantes, des Mascarenes partagea son temps entre Boston et Plaisance à Terre-Neuve, où il était responsable d'une compagnie d'infanterie.
En 1740, il fut nommé gouverneur de la Nouvelle-Écosse durant la Troisième Guerre intercoloniale qui opposa les Anglais aux Français au Canada et participa à la Guerre de Sept Ans.
Il eut le mérite d’avoir préservé la neutralité des Acadiens et conservé la possession de la province. Il fut un modéré dans la gestion de la colonie de la Nouvelle-Écosse. Il fut cependant dépassé par la stratégie géopolitique coloniale et impériale du Royaume-Uni.
En 1746, la France envoya une expédition maritime pour reprendre le Forteresse de Louisbourg. L'expédition du duc d'Anville fut un échec. Le lieutenant-gouverneur de la Nouvelle-Écosse, Paul Mascarene, dit aux Acadiens « de ne plus avoir espoirs de revoir la domination française en Acadie ».
En 1747, il participa à la bataille de Grand-Pré. Il appela Shirley, le gouverneur du Massachusetts, à l'aide. Ce dernier envoya 500 volontaires sous le commandement du colonel Arthur Noble. Les troupes britanniques arrivèrent à Annapolis Royal à l'automne 1747. 240 Acadiens et une vingtaine d'Amérindiens mirent en déroute, de nuit, les cinq cents soldats britanniques.
En 1749, il fut remplacé par Edward Cornwallis.